# Gregorio Sablan
Gregorio Kilili Camacho Sablan (Saipã, 19 de janeiro de 1955) é um político das Ilhas Marianas do Norte e ex-comissário eleitoral. Eleito em 2008, Sablan tornou-se o primeiro delegado da Comunidade das Ilhas Marianas do Norte à Câmara dos Representantes dos Estados Unidos. Sablan é o único membro Chamorro do congresso.
Sablan foi membro do Partido Democrata ao longo de sua vida, mas concorreu como independente para o cargo de delegado, já que os democratas indicaram outro candidato. Ele imediatamente mudou sua afiliação partidária na Câmara para Democrata em 2009, fez convenção política com os democratas e permaneceu como membro oficial do partido durante seu mandato, mas concorreu como independente em todas as suas campanhas de reeleição entre 2010 e 2020 . Ele concorreu como democrata pela primeira vez em 2022 .